# Eleutherodactylus cuneatus
Eleutherodactylus cuneatus é uma espécie de anura da família Eleutherodactylidae.
É endémica de Cuba.